# Iulus fuscounilineatus
Iulus fuscounilineatus är en mångfotingart som beskrevs av Lucas. Iulus fuscounilineatus ingår i släktet Iulus och familjen kejsardubbelfotingar. Inga underarter finns listade i Catalogue of Life.